# خیل‌خینا
خیل‌خینا (به ترکی آذربایجانی: Xılxına) یک منطقه مسکونی در جمهوری آذربایجان است که در شهرستان آغ‌استفا واقع شده‌است. خیل‌خینا ۱۳۰۶ نفر جمعیت دارد.